# 中国コミュニケーションネットワーク
中国コミュニケーションネットワーク（ちゅうごくコミュニケーションネットワーク）は、広島県広島市中区を拠点に広島市全域と廿日市市をエリアに放送しているコミュニティ放送局。
愛称は「FMちゅーピー」。

## 概要
放送開始日2000年5月1日。番組編成は自社制作番組と、J-WAVEおよびミュージックバードで構成される。以前はエフエムふくやま（レディオBINGO）とも相互に番組をネットしていた。完全24時間放送。
開局から2008年4月30日までの放送局名は「ひろしまPステーション」。開局8周年を迎える2008年5月1日、放送局名を「FMちゅーピー」に変更。局のロゴマークも、中国新聞社のマスコットキャラクター「ちゅーピー」がヘッドホンをしているイラストのデザインに変更。「より地域密着型の放送局へ進化を願うための放送局名変更」と報じられたが、「中国新聞」色を更に強め、経営上でプラスにさせる意味も大きいと思われる。名称変更を実施した2008年5月1日の各自社番組に、社長が出演。名称変更の理由を「中国新聞の子会社であること」「ひろしまPステーションという放送局名が、ラジオ局であるという市民の認知度がとても低かったということ」「市民の認知度が高いキャラクター・ちゅーピーを最大限活かして、親しみやすい地域密着のラジオ局へと変わりたい」などを挙げた。
2010年4月1日からはSimulRadioに参加。FMちゅーピーの自社制作番組が、パソコン・iPhoneからインターネット経由で世界中で聴取可能に。2010年5月1日に開局10周年迎え、10時間の特別生番組を放送。
2011年に番組を大改編し「リメンバーミュージック」などのフィラーを廃止。ウェブサイトも大幅にリニューアルし、USTREAMやTwitterを生放送の番組に取り入れるほか、ケーブルテレビ「ふれあいチャンネル」で番組のスタジオ動画を放送。iPhoneやAndroidのスマートフォンアプリも公開した。
2016年4月の改編でJ-WAVEとミュージックバードの混合編成を取りやめ、ミュージックバードに統一した。またサイマルサービスのうち「FM聴 for FMちゅーピー」での配信を打ち切った。同時にSimulRadioからJCBAインターネットサイマルラジオに移行した。
2021年9月、内閣総理大臣（当時）の岸田文雄（放送エリア内の広島1区選出）がパーソナリティーを務めた『岸田文雄のハートフルさろん』が2004年4月の放送開始以来、17年半にわたる放送を終了した。
2022年4月1日の改編で、平日の深夜早朝、土日を中心に、6年ぶりのJ-WAVEサイマル放送を再開。

## 沿革
- 2000年（平成12年）
  - 3月1日 - 3600通の一般公募から、Peace, Popular, Public, Pretty, Playの「P」をとり、局名を「ひろしまPステーション」とされる。
  - 4月13日 - 試験放送を開始。
  - 5月1日 - 開局。開局記念番組「お・れ・た・ち P-station」を12時間生放送。TIMがメインパーソナリティを務める。
- 2002年（平成14年）3月 - 初の大改編。早朝・昼の帯ワイドを撤退させるなど自社制作枠を大幅縮小（2003年4月に早朝枠を復活するなど、自社制作枠を再び拡大するが、開局当初の自社番組比率に比べ、かなり下回る）。
- 2003年（平成15年）4月 - 広島駅南口改札前にPステーションサテライトスタジオを設置（2005年3月31日でスタジオは廃止）。早朝や午後の生番組をサテライトスタジオから放送。自社製作枠も再び拡大。
- 2008年（平成20年）5月1日 - 放送局名を「FMちゅーピー」に変更。ロゴマークも変更。
- 2010年（平成22年）
  - 4月1日 - インターネットによるサイマルラジオを開始。
  - 5月1日 - 開局10周年記念特別番組を放送。午前9時から午後7時まで10時間生放送。
- 2011年（平成23年）- ウェブサイトをリニューアルして番組を大改編。スマートフォン用アプリを公開したほか、ケーブルテレビやUSTREAMでの番組放送を開始。
- 2016年（平成28年）4月1日 - 開始から16年間行ってきたJ-WAVEとミュージックバードの混合編成を取りやめ、ミュージックバードに統一。同時にインターネット配信サービスをJCBAインターネットサイマルラジオに移行した。
- 2021年（令和3年）9月24日 - 2004年4月から17年半にわたり放送された『岸田文雄のハートフルさろん』が終了。
- 2022年（令和4年）4月1日 - 6年ぶりにJ-WAVEサイマル放送を再開。平日の深夜早朝、土日を中心に、ミュージックバードとの混合編成となる。
- 2025年（令和7年）4月1日 - 番組を大改編。金曜日は「週末は生ラジオ」をキャッチフレーズに、午前９時から午後７時まで連続10時間の生放送を実施。改編に伴い、J-WAVEとミュージックバードの混合編成を取りやめ、ミュージックバードに統一。

## 現在放送中の自社製作番組
2025年4月1日以降

### 午前の生番組
- 今だけ　ここだけ　キューアップ（月 - 金 9:00 - 11:30）- 月：田中寿江、火：山本シュージ、水：石原麻有、木：大西武、金：五反田曜子
- デュクシーＲ（金 11:00 - 14:00）- 山下ともてる

### 午後の生番組
- ごきげん　chu～（月 - 金 14:00 - 17:00） - 月：松原恵美、火：住谷綾香、水：萩原世子、木：はっぴー、金：五反田曜子

### 夕方の生番組
- くるみるちゃんねる（金 17:00 - 17:30） - 飯村徳穂、あらきあきゆき
- にかもとりかの【おれんじ☆かのん】（金 17:30 - 19:00） - にかもとりか[注釈 2]

### その他の番組
- 節子の部屋（月 19:00 - 19:30/再放送：水 20:00 - 20:30）
- ピースロード（火 17:00 - 17:30/再放送：水 11:00 - 11:30） - 内海雅子
- 広響サタデーシンフォニー（土 18:00 - 18:30）
- 大瀬戸千嶋のHappy Time（土 18:30 - 19:00／再放送：月 11:00 - 11:30） - 大瀬戸千嶋

- 中国新聞 News（平日のみ放送）
  - 09:10 - 09:15（中国新聞 News&天気予報として／今だけ　ここだけ　キューアップに内包）
  - 10:05 - 10:10（中国新聞 News&天気予報として／今だけ　ここだけ　キューアップに内包）
  - 14:10 - 14:15（中国新聞 News&天気予報として／ごきげん　chu～に内包）
  - 16:20 - 16:25（中国新聞 News&天気予報として／ごきげん　chu～に内包）

## 過去の自社製作番組

### 早朝帯生ワイド
- ライドンRide-on!（月 - 金・7:00 - 9:00） - 森好香、飯村徳穂
- Wanna2 Get You!!（月 - 金・8:00 - 9:00） - 船津裕子、飯村徳穂
- J'sナビゲーション（月 - 金・8:00 - 9:00） - 大江貴世子、はっぴー。JR西日本1社提供。広島駅サテライトスタジオから放送。
- 週末ワイド ちゅピクリー（金・8:00 - 10:30） - 2016年9月で終了し、全曜日を「朝ラジ!」レーベルに統一。

### 午前帯生ワイド
- めちゃ×2 GAL×2がんだもGO（月 - 金 9:00 - 11:00 五反田曜子、リファジ）
- SPACE 9 Morning Breeze（月 - 金 9:00 - 11:30、月：飯村徳穂、火：天野真木子、水：五反田曜子、木：リファジ、金：桂幾子）
- 曜子の口は災いの素!!（月 - 木 9:00 - 10:45 五反田曜子）
- Pステしげ学園（金 9:00 - 11:30 西田シゲ）
- SLOW TALK（火 11:30 - 11:50 火口綾）
- 曜子とTOCOの口八丁手八丁!（月 - 金 9:00 - 10:45 月火：五反田曜子、メグ、土手香那子、水：五反田曜子、メグ、藤田未央　木：TOCO（飯村徳穂）、大西たけし　金：TOCO（飯村徳穂）、小林一彦）
- Daily Cafe α（月 - 木 10:45 - 11:30、月：土肥しのぶ、火：松原恵美、水：萩原聖子、木：火口綾、金：浜本加奈子）
- ～スポーツ中心番組～マッスル×ハッスル（月 9:00 - 10:50 アニキ、火口綾）
- ～観光情報発信～イニミニ☆Radio!!（金 9:00 - 10:50 飯村徳穂・大西たけし）
- 一日一ぜん（月 - 金 9:00 - 10:45 月・火：松原 恵美　水・木・金：五反田 曜子）
- Dailyカフェα（月 - 金 10:45 - 11:30 月：林田 ひろみ、火：萩原 世子、水：大利 松世、木：田坂 美佳、金：井内 麻奈未）

### 正午帯生ワイド
- ラジオ屋さんのオムライス（月 - 金 12:00 - 14:00 天野真木子 桂幾子 宅見直也 レディオBINGOへ同時ネット）
- 広島すまいるパフェ（月 - 水 12:00 - 14:30、 木・金 12:00 - 15:00）

### 夕方生ワイド
- 土橋町名物・元祖夕やけドンブリ（月 - 金 17:00 - 19:00、のちに帯枠を解消・下記のように曜日ごと番組が独立）
  - 月：南一誠・伊駒由夏
  - 火：小林一彦・伊駒由夏
  - 水：宅見直也→君崎滋・北村冴美
  - 木：宅見直也→中本真吾・伊駒由夏
  - 金：森真喜夫・北村冴美
- 夕やけドンブリの帯枠解消後の独立番組
  - 一誠・伊駒の頑張ってマンデー（月 17:00 - 19:00 南一誠 伊駒由夏）
  - そるそるチューズディ!（火 18:00 - 20:00 小林一彦 伊駒由夏）
  - WEST WAVE（月 - 木 17:00 - 19:00、月：佐藤正宏、火：国光かよこ（MIZCO）、水：升川千佳（TICA）、木：飯村徳穂 （TOCO））、尚、最初は水17:00 - 19:00のみの放送、ヤマモトヨシキ山本淑稀の担当だった。また、一時期は月 - 木 14:00 - 17:00の昼生であった。
  - 中本真吾の電脳収録機（木 17:00 - 19:00 中本真吾 伊駒由夏）
  - モーチャンの今日から友達（金 17:00 - 19:00 森真喜夫 北村冴美）
  - ラジオマガジンFRYDAY NIGHT「MOW WORLD」（金17:30 - 19:00 森真喜夫 サンフラワー）
- ズバっとコンテンポラリー（日 17:00 - 19:00：高橋K介 山迫未紀子 地下街シャレオi スタジオから生放送）
- スポーツウェイク（月 19:00 - 20:00）
- 元気のスーパーラジオ（木 19:00 - 20:00 デオデオ1社提供）
- ボンバー石井アワー THE ROCKY JET SHOW（水 17:00 - 18:00 ボンバー石井・土手香那子）2007年3月終了
- ラジ★P（月 - 金 18:00 - 20:00、月 - 木：水田薫、金:大江貴世子）
- 週末お出かけステーション（金 17:00 - 17:30 藤井香苗 火口綾）
- 週末お出かけステーション2（金 17:00 - 17:30 伊駒由夏）
- はっぴーのラッキーサタデー（土 16:30 - 18:00 はっぴー）FMちゅーピーの自社製作番組の中で唯一、開局時から続いていた番組。2008年4月に「PサタFINE」改題するも同年10月に番組名復活。長寿番組であったが2012年3月末放送終了。
- イブニングストリーム（月 - 水 17:30 - 19:00） - 山本修治・STU48（火曜のみ）
- イブニングストリーム スポーツ（木 17:30 - 19:00） - 住谷綾香

### 午後 - 夕方の番組
- なっ得ラジオ・住宅情報広島版
- ミュージックセレクション（火 11:00 - 12:00、月 3:00 - 4:00、月 4:00 - 5:00）
- ひろしまロコドルショーケース（土 12:00 - 14:00） - ポップコーンCP、Jellyfish、SPL∞ASHなど広島を拠点に活動するご当地アイドルメンバーが30分ごとに4組登場する生放送
- ひろしまきみとつないで（火 17:30 - 18:00 中本隆志・天野真木子）
- 岸田文雄のハートフルさろん（木 17:00 - 17:30（再放送：金 11:00 - 11:30）岸田文雄）
- 18:00です!ケンタ。（第2･4土 18:00 - 18:30 森本ケンタ、メグ、やすみん）
- J-CAFÉ Ocean Breeze（土　18:00 - 18:30　藤井フミヤ、飯村徳穂）
- スナックよしの（日 20:00 - 20:30 大江貴世子・土肥しのぶ）
- 裕治郎のダメダメ経営者改造計画（金 16:30 - 16:55）
- R50 - オトナのしゃべり場 -（月 17:00 - 17:30（再放送：木 11:00 - 11:30） - 大前 吉文、迫 道子
- 安芸ひろ大好き百万一心!（水 17:00 - 17:30（再放送：金 19:00 - 19:30） - 安芸ひろしま武将隊

### 夜 - 深夜の番組
- ドットコム女学園
- GROOVE MIX
- モデルの花道
- b-Bible（金 19:00 - 20:00など シュウ キーコ）
- CANギャルS CLUB
- ウリン・アリラン（土 19:00 - 20:00 リファジ 真志田和江）
- パニックレディオ
- Will beだよ全員集合！
- SATUREDAY SOUND STAGE
- Life is
- a day（土 22:00 - 22:30 ヤマモトヨシキ山本淑稀）
- Music Blabbermouth「COAST TO COAST」（土 22:30 - 23:00 神田哲也・重田雅史など）
- P-JOIN　（第1・3土 22:30 - 23:00 メグ、やすみん。2008年3月終了）
- 週間ふくふく（水 16:30 - 17:00 （再放送：土 14:00 - 14:30） 伊駒由夏）
- 東日本大震災復興支援番組3・11（土 18:30 - 19:00 内海雅子・萩原世子）
- フィルキンエフエム（日 18:00 - 19:00 agacy）
- 杏奈カフェ♪♪（土 20:00 - 21:00 冴木杏奈）
- MONTHLY H（金 19:00 - 19:30）
- 土橋商店街音屋本舗（土 21:00 - 21:30） - Pao瀬川、マッカチン福澤、MJ' Hiroshi、岩見修一

## パーソナリティ

### 現在
2022年現在
- 天野真木子
- 飯村徳穂
- 石原麻有
- 土手香那子
- 五反田曜子
- 水田薫
- リ・ファジ
- 松原恵美
- 萩原世子
- 保原和恵
- はっぴー
- 迫道子
- 大前吉文
- 井内麻奈未
- にかもとりか
- 内海雅子
- あらきあきゆき
- 大瀬戸千嶋
- 安芸ひろしま武将隊

## J-WAVEのネット状況
- 開局から2016年3月31日までJ-WAVEをネットしていた（USEN サウンドプラネット利用)。
- 月 - 金 7:00 - 9:00のJ-WAVE GOOD MORNING TOKYOなどで、FMちゅーピーのスタジオから「中国新聞ニュース」「中国新聞スポーツニュース」「FMちゅーピー道路交通情報」を数分間放送。
- 元旦をはさむ、年末年始の1週間は、自社製作の生放送番組は休止（自社製作の録音番組は通常どおり放送）
- 尚、FMちゅーピー（ひろしまPステーション）開局当時の新聞広告では『広島でJ-WAVEの番組が聴ける』というのも宣伝文句の1つであった（特に当時放送されていた「宇多田ヒカルのトレビアン・ボヘミアン」）。
- ちなみに、広島県内でJ-WAVEの番組を放送するコミュニティFM局は、FMちゅーピーとエフエムふくやま（レディオBINGO）の2局。広島市・福山市という県内の2大都市で、J-WAVEの番組が放送され、聴取することができた。県域局の広島エフエム放送（JFN系）にとって、この2都市圏では、（首都圏でのTOKYO FMとJ-WAVEと同じ構図のため）直接的なライバル局になっていた。
  - 但し、JFL5局全局同時ネットとなっている『DRIVE IN JAPAN』、『VINTAGE GARAGE』については、前者は本局では未ネットであるが、後者は同時ネットされている（レディオBINGOも同様である。）。
- 2022年4月1日の改編で6年ぶりにJ-WAVEのネットを再開。ただし、ミュージックバードの編成を組み込んだままであるため、実質クロスネット状態であり、平日は22:00から翌朝6時まで、週末は多くの時間をJ-WAVEネットに充てる。日曜日に文化放送制作の『ボートレースラジオ実況中継』をネット受けする際[注釈 3]、『TOKIO HOT 100』の受けを取りやめ、ミュージックバードの番組を放送しつつ16時で飛び降り、自社制作の音楽プログラムで穴埋めして編成する[注釈 4]。

## インターネットによるサイマルラジオ
- 2010年4月1日より、中国地方のラジオ局では初のサイマルラジオを開始。インターネット経由で、FMちゅーピーの自社制作番組が、パソコン・iPhoneから、世界中で聴取可能になった。
- 各番組内でも盛んにサイマルラジオがPRされ、中国新聞の紙面広告や、配布しているタイムテーブルでも、「サイマル放送開始、広島情報が国内外へ」と大きく宣伝されている。
- 2010ひろしまフラワーフェスティバルでは　FMちゅーピー広場に「サイマルラジオブース」を設け、iPhoneによる聴取体験イベントを開催した。
- 2011年にウェブサイトでiPhoneやAndroidスマートフォンでサイマルラジオを聴けるアプリを公開。
- 2016年4月1日、JCBAインターネットサイマルラジオでの配信に移行。